# Dance Club Songs
Dance Club Songs (tidligere kendt som Hot Dance Club Songs, Club Play Singles, Hot Dance Club Play, Hot Dance/Disco og Disco Action) er en ugentlig hitliste over det mest populære sange på diskotekerne i USA. Den bliver offentliggjort af det amerikanske magasin Billboard, som sammensætter listen på baggrund af spillelister indsendt af djs på diskotekerne.

## Udvalgte danske artister på Dance Club Songs
Følgende danske kunstnere har ligget på Dance Club Songs. Listen inkluderer ikke sangskrivere og/eller producere, eller andet teknisk personale.
| År   | Artist        | Sang             | Højeste position |
| ---- | ------------- | ---------------- | ---------------- |
| 1984 | Laid Back     | "White Horse"    | 1                |
| 1994 | Whigfield     | "Saturday Night" | 19               |
| 2003 | Junior Senior | "Move Your Feet" | 45               |
| 2007 | Inez          | "Stronger"       | 7                |